# El Güegüense
El Güegüense (poznato i kao Macho Raton) je satirična drama s elemntima folklora, glazbe, plesa i glume. U Managuau se nalazi spomenik izgrađen u čast El Güegüense. El Güegüense se odvija tijekom blagdana sv. Sebastijana u Diriambi od 17. do 27. siječnja.
Dramu je napisao anonimni autor u kasnom šesnaestom stoljeću. "El Güegüense" predstavlja folklor Nikaragve, te ga je UNESCO proglasio "nematerijalnom svjetskom baštinom" 2005. godine.

## Likovi
Predstava uključuje 14 likova
- Güegüense (i njegovi sinovi)
  - Don Forcico
  - Don Ambrosio

Španjolske vlasti:
Don Ambrosio
Španjolske vlasti:
- Guverner Tastuanes
- Gradonačelnik kapetan Alguacil
- Kraljevski činovnik
- Kraljevski pomoćnik

Žene: 
- Doña Suche Malinche - (s dvjema damama koje je prate)
- Macho-moto, Macho-viejo, Macho-mohino, and Macho-guajaqueño (četiri tegleće životinje, nazivaju se 'Machos')

## Vanjske povenzice
- El Güegüense Diriamba, Nicaragua
- Video of El Güegüense Diriamba, Nicaragua